# Bandarbeyla
Bandarbeyla (Somali: Bandar Beyla, Bender Bayla, Bender Beila, Bender Beyla oder auch nur Beyla) ist eine kleine Stadt im Nordosten von Somalia, in der Region Bari. Sie liegt am Horn von Afrika an der Küste des Indischen Ozeans und hat etwa 3.400 Einwohner, mehrheitlich vom somalischen Clan der Majerteen-Darod.

## Geschichte
Seine heutigen Grenzen erhielt der Distrikt 1962 unter dem somalischen Präsidenten Abdirashid Ali Shermarke, der in Bandarbayla geboren wurde. Nach Ausbruch des somalischen Bürgerkriegs und dem fortschreitenden Zerfall der staatlichen Ordnung in Somalia, diente Bandarbeyla für einige Zeit als Basis für Piraten. Durch den Tsunami, der auf das Erdbeben im Indischen Ozean 2004 folgte, wurde die Stadt schwer getroffen. Nach Angaben der Bevölkerung zerstörte die Flutwelle über 60 Boote und 100 Familien wurden obdachlos.

## Wirtschaft und Infrastruktur
Heute lebt die Siedlung mit eher dörflichem Charakter vor allem vom Fischfang. In kleinerem Umfang auch vom Handel mit dem Jemen, der mit Booten über das Arabische Meer zu erreichen ist. Als Verwaltungssitz des gleichnamigen Distrikts verfügt Bandarbeyla über ein medizinisches Zentrum, das mit Unterstützung des UNHCR und der Kinderrechtsorganisation Save the Children im Jahr 2006 eröffnet wurde.
Darüber hinaus hat Bandarbeyla zwei Schulen, die Al-Rashid Primary School, die noch unter Siad Barre bereits 1975 eingerichtet wurde und die Bayla intermediate School jüngeren Datums.
Es gibt eine funktionierende Wasserversorgung mit Rohrleitungssystem und neun Brunnen in der Stadt, jedoch keine öffentliche Versorgung mit Strom. Zwei private Unternehmen bieten für jeweils drei Stunden pro Tag über Generatoren erzeugten Strom an. Seit ein von der UNICEF gespendeter Generator beschädigt wurde, liegt in der Nacht der gesamte Distrikt im Dunkeln.

## Klima
|                        | Jan  | Feb  | Mär  | Apr  | Mai  | Jun  | Jul  | Aug  | Sep  | Okt  | Nov  | Dez  |   |      |
| Mittl. Temperatur (°C) | 25,3 | 25,7 | 27,9 | 29,9 | 32   | 32   | 30,9 | 31,4 | 31,4 | 29,2 | 26,9 | 26,2 | ⌀ | 29,1 |
| Mittl. Tagesmax. (°C)  | 30,9 | 31,3 | 34,2 | 36,1 | 38,8 | 38   | 36,4 | 37,2 | 37,6 | 35,7 | 33,1 | 32   | ⌀ | 35,1 |
| Mittl. Tagesmin. (°C)  | 19,8 | 20,1 | 21,6 | 23,8 | 25,2 | 26,1 | 25,5 | 25,6 | 25,2 | 22,7 | 20,8 | 20,4 | ⌀ | 23,1 |
|                        |      |      |      |      |      |      |      |      |      |      |      |      |   |      |
| Niederschlag (mm)      | 1    | 1    | 3    | 18   | 22   | 0    | 0    | 1    | 2    | 14   | 11   | 3    | Σ | 76   |

| 19,8 |

| 20,1 |

| 21,6 |

| 23,8 |

| 25,2 |

| 26,1 |

| 25,5 |

| 25,6 |

| 25,2 |

| 22,7 |

| 20,8 |

| 20,4 |

| 19,8 |

| 20,1 |

| 21,6 |

| 23,8 |

| 25,2 |

| 26,1 |

| 25,5 |

| 25,6 |

| 25,2 |

| 22,7 |

| 20,8 |

| 20,4 |